# Myiagra albiventris
Monarca-de-samoa ou papa-moscas-da-samoa (Myiagra albiventris) é uma espécie de ave da família Corvidae.
É endémica de Samoa.
Os seus habitats naturais são: florestas subtropicais ou tropicais húmidas de baixa altitude, regiões subtropicais ou tropicais húmidas de alta altitude e jardins rurais.
Está ameaçada por perda de habitat.